# Bernard de La Monnoye
Bernard de La Monnoye (* 15. Juni 1641 in Dijon; † 15. Oktober 1728 in Paris) war ein französischer Dichter, Gelehrter und Mitglied der Académie française.

## Leben und Werk
La Monnoye besuchte das Jesuitenkolleg in Dijon, studierte Rechtswissenschaft in Orléans und war schon 1662 Anwalt am Parlement in seiner Heimatstadt. Aus Neigung zum gelehrten Literatentum gab er seinen Beruf auf und schloss sich einem Kreis Gleichgesinnter an. Er begnügte sich mit der Stelle eines conseiller-correcteur in der Finanzverwaltung (1672–1696) und schrieb Gedichte, mit denen er fünfmal den Poesie-Preis der Académie française gewann (1671–1683), so dass diese ihn bitten musste, nicht mehr zu kandidieren. 1687 wurde er korrespondierendes Mitglied der Accademia dei Ricovrati von Padua.
Um 1700 trat La Monnoye in einen Wettstreit mit Aimé Piron (1640–1727), dem Vater von Alexis Piron, im Abfassen von Gedichten über das biblische Weihnachtsgeschehen, sogenannte Noëls (Weihnachtslieder), im Dialekt seiner Heimat (Bourguignon-Morvandiau). Während Piron bald aufgab, reihte er Gedicht an Gedicht und publizierte das Ergebnis 1700 und 1707 (1720 mit dazugegebenem Wörterbuch). In vorromantischer Hinwendung zum Volk begründete er damit in Frankreich die Literarizität des Dialekts. In den Texten herrscht oft ein distanzierter, satirischer, wenn nicht gar subversiver, Blick auf das Geschehen vor, so dass die Sprachwahl auch als Kunstgriff gegen die Zensur verstanden werden kann. Er wurde deswegen angegriffen und schrieb eine Apologie. Mit seiner Aufwertung des Volkssprachlichen, etliche Jahre vor ähnlichen Bestrebungen des Arztes Camille Falconet, des Grafen Caylus oder seines jungen Freundes Jean Bouhier und lange vor Johann Gottfried Herder oder Justus Möser, hatte er Erfolg. Es erschienen mehrere Auflagen (auch mit Übersetzungen), zuletzt 2002 mit einem romanistischen Vorwort des Dialektologen Gérard Taverdet.
1707 ging La Monnoye im Alter von 66 Jahren nach Paris, wo er als Provinzler mit weitgespannten Kenntnissen Eindruck machte und 1713 in die Académie française (Sitz Nr. 30) aufgenommen wurde. Als 1720 die von John Law geschaffene Spekulationsblase platzte, war er ruiniert und auf die Unterstützung des Herzogs von Villeroy und von Madame de Caylus angewiesen. Er starb 1728 im Alter von 87 Jahren. Zwei Jahre zuvor war seine Frau Claudine Henriot (* 1652) gestorben, mit der er seit 1675 verheiratet war.

## Werke (Auswahl)
- Les Noëls Bourguignons. Hrsg. François Fertiault. Lavigne, Paris 1842. Locard-Davi und C. Vanier, Paris 1858. (mit französischer Übersetzung und Kurzbiographie La Monnoyes)
  - Les Noëls bourguignons. Textes en patois et leur traduction. Hrsg. Gérard Taverdet. Université pour tous de Bourgogne, Chalon-sur-Saône 2002. (französische Übersetzung von Fertiault)
- (Hrsg.) Jean Bouhier und Bernard de Montfaucon: Lettres pour et contre, sur la fameuse question, si les solitaires, appelés Thérapeutes, dont a parlé Philon le Juif, étaient chrétiens. Paris 1712.
- (Hrsg.) Ménagiana. 3. Auflage. Paris 1715.
- Lettres inédites de Bernard de La Monnoye à Nicolas Thoynard, 1679–1697. Hrsg. Émile Du Boys. L. Téchener, Paris 1890.